# منتج حسب الطلب
المنتج حسب الطلب 

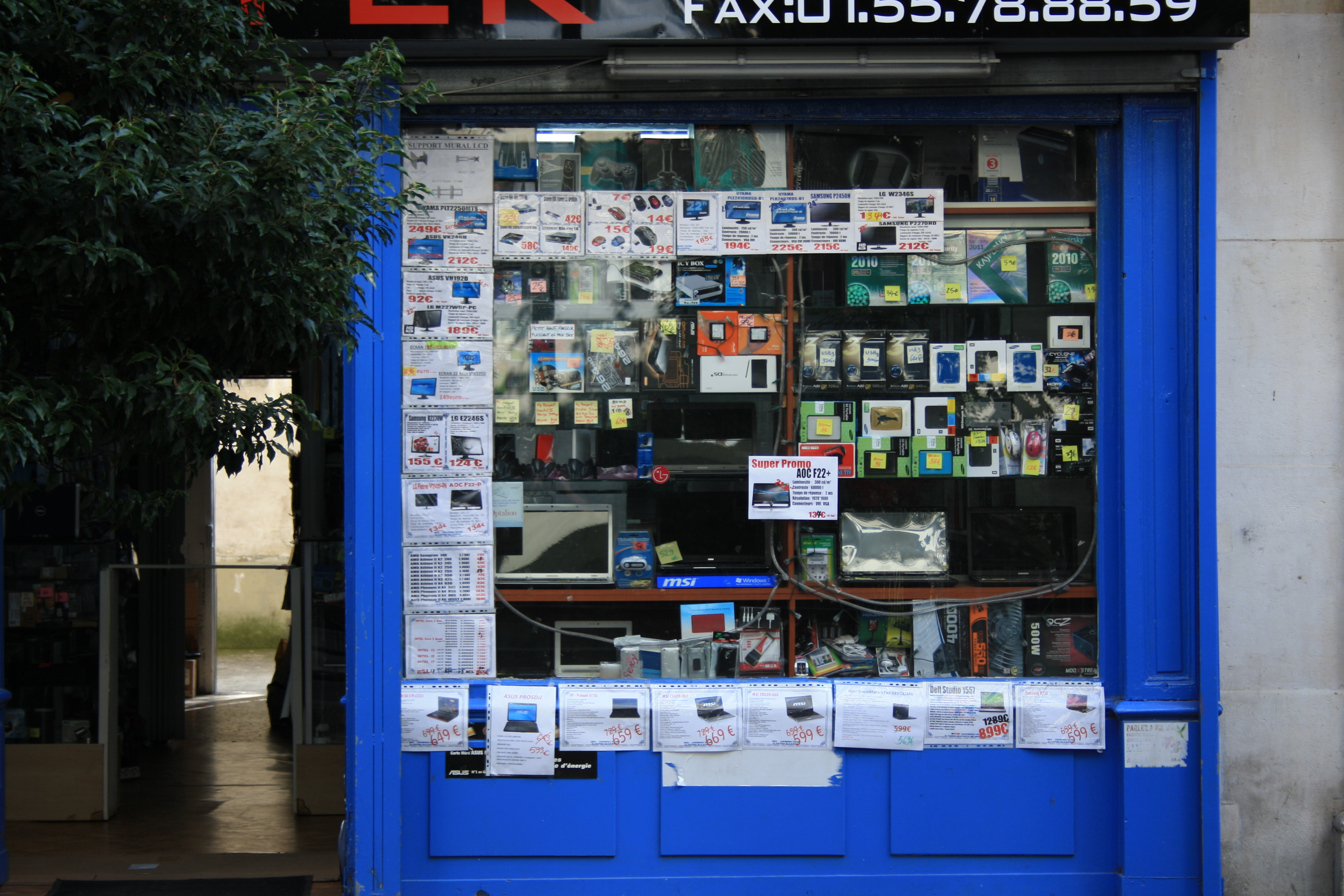
متجر كمبيوتر في باريس. التكوينات المعلن عنها قابلة للتخصيص والتجميع حسب الطلب

أو الإنتاج حسب الطلب (والذي يُشار إليه أحيانًا باسم "الصنع حسب الطلب" أو "الإنتاج حسب الطلب"، هو أسلوب إنتاج لا يتم فيه تصنيع المنتجات إلا بعد استلام طلب مؤكد. وبالتالي، فإن المستهلك النهائي هو من يحدد توقيت وعدد المنتجات المُنتجة.
يُخصص المنتج المطلوب وفقًا لمتطلبات التصميم الخاصة بفرد أو منظمة أو شركة. يمكن إنشاء أوامر الإنتاج هذه يدويًا أو من خلال برامج إدارة المخزون والإنتاج.
يُعد BTO أقدم أسلوب لتنفيذ الطلبات، ويُعتبر الأنسب للمنتجات المخصصة بدرجة عالية أو للمنتجات ذات الحجم الإنتاجي المنخفض. كما يُستخدم هذا النهج في الصناعات التي تنطوي على مخزون مكلف. علاوة على ذلك، فإن المنتجات "المصنوعة حسب الطلب" شائعة في قطاع خدمات الطعام، مثل المطاعم.

## التنفيذ
يُعتبر هذا النهج مناسبًا للمنتجات ذات التكوين العالي، مثل السيارات، والدراجات الهوائية، وخوادم الحواسيب، أو للمنتجات التي يكون الاحتفاظ بمخزون منها مكلفًا للغاية، مثل الطائرات.
وبشكل عام، أصبح أسلوب الإنتاج حسب الطلب (BTO) أكثر شيوعًا في السنوات الأخيرة، خاصة بعد أن قامت شركات التكنولوجيا المتقدمة مثل ديل (Dell)، وبي إم دبليو (BMW)، وكومباك (Compaq)، وغيتواي (Gateway) بتطبيق هذا النظام بنجاح ضمن عملياتها التجارية.

## الإنتاج حسب الطلب في صناعة السيارات
في سياق صناعة السيارات، يُعد الإنتاج حسب الطلب (BTO) نهجًا للإنتاج يعتمد على الطلب، حيث يُتم جدولة وتصنيع المنتج استجابةً لطلب مؤكد من الزبون النهائي. ويُقصد بالزبون النهائي الفرد المالك المعروف، ولا يشمل ذلك طلبات الشركات المصنعة للمعدات الأصلية (OEM)، أو شركات المبيعات الوطنية (NSC)، أو الوكلاء ونقاط البيع، أو الطلبات بالجملة، أو أي وسطاء آخرين في سلسلة التوريد.
لا يشمل BTO وظيفة تعديل الطلب، أي تعديل الطلبات التنبؤية الموجودة بالفعل لتناسب متطلبات العملاء، إذ يُعد هذا بمثابة مستوى متقدم من نظام الإنتاج من أجل التخزين (BTS) — والذي يُعرف أيضًا باسم الإنتاج وفقًا للتوقعات (BTF).
نظام BTS هو النهج السائد اليوم في العديد من الصناعات، ويعني تصنيع المنتجات قبل تحديد المشتري النهائي، بناءً على بيانات الطلب التاريخية. ويسمح هذا المخزون المرتفع، المنتشر في صناعة السيارات، لبعض الوكلاء بالعثور على سيارة مطابقة تمامًا أو قريبة جدًا من مواصفات العميل ضمن شبكات التوزيع وحدائق الموردين، مما يتيح تسليم المركبة بسرعة بمجرد ترتيب النقل. وقد استُخدم هذا لتبرير مستويات المخزون المرتفعة.
مع أن هذا النظام يوفر استجابة سريعة للطلب، إلا أنه مكلف للغاية، خاصةً من حيث الاحتفاظ بالمخزون، وكذلك تكاليف النقل، لأن المنتجات النهائية غالبًا لا تكون في المكان الذي تُطلب فيه. ويُعد الاحتفاظ بمخزون من السلع النهائية ذات القيمة النقدية العالية أحد العوامل الرئيسية للأزمة الحالية في صناعة السيارات – وهي أزمة يمكن تخفيفها عبر تطبيق نظام BTO.
مع ذلك، فإن تطبيق نظام BTO لا يعني أن جميع الموردين في سلسلة التوريد يجب أن ينتجوا فقط عند استلام طلب مؤكد من العميل. فمن غير المجدي اقتصاديًا أن يُنتج مصنعو القطع ذات القيمة المنخفضة والحجم الكبير وفقًا لنظام BTO؛ بل من الأنسب تصنيعها بناءً على طلب المورد، أي باستخدام نهج BTS.
تكمن إحدى التحديات في شبكة التوريد وفقًا لـ BTO في تحديد الموردين الذين ينبغي أن يتبعوا نظام BTO وأولئك الذين يجب أن يستمروا وفقًا لـ BTS. وتُعرف النقطة التي يحدث فيها هذا التحول في سلسلة التوريد باسم "نقطة الفصل" (Decoupling Point). حاليًا، تفتقر معظم سلاسل توريد السيارات إلى نقطة فصل واضحة، مما جعل نهج BTS السائد يتسبب في تجميد مليارات الدولارات كرأس مال عالق في المخزون عبر سلسلة التوريد.
تقوم بعض الشركات ببناء جميع منتجاتها حسب الطلب، بينما تتبع أخرى نظام BTS بالكامل. وبسبب التنوع الكبير في المنتجات، يتبنى العديد من المصنعين نهجًا مختلطًا، حيث يتم إنتاج بعض العناصر حسب الطلب (BTO) والبعض الآخر للتخزين (BTS)، ويُعرف هذا النموذج باسم "BTO الهجين" (Hybrid BTO).

## الفوائد
تتمثل المزايا الرئيسية لنهج BTO في البيئات ذات التنوع الكبير في المنتجات في القدرة على تزويد العميل بمواصفات المنتج الدقيقة المطلوبة، وتقليل خصومات المبيعات والمخزون الجيد النهائي، فضلاً عن تقليل مخاطر تقادم المخزون. بالإضافة إلى ذلك، تم تحسين المرونة ووقت التسليم للعملاء لتتناسب مع التغيرات في الطلب الاستهلاكي. علاوة على ذلك، يمكن زيادة التدفق النقدي للشركة باستخدام BTO.

## العيوب
العيب الرئيسي في نظام الإنتاج حسب الطلب (BTO) هو أن المصنعين يصبحون عرضة لتقلبات الطلب في السوق، مما يؤدي إلى انخفاض في استغلال الطاقة الإنتاجية. لذلك، ولضمان استخدام فعال للموارد الإنتاجية، ينبغي أن يقترن نهج BTO بإدارة استباقية للطلب.
ويُعد إيجاد التوازن الصحيح والمناسب بين نظامي BTO وBTS للحفاظ على مستويات مخزون تلبي متطلبات السوق وتُحقق في الوقت نفسه الاستقرار التشغيلي، مجالًا نشطًا في البحوث الأكاديمية حاليًا. أما في قطاع التجزئة، فغالبًا ما تظهر مشكلة تتمثل في اختيار العملاء لمنتج بديل متاح في الوقت والمكان نفسه، لأنهم لا يرغبون في الانتظار لوصول المنتج المصنوع حسب الطلب.
بالإضافة إلى ذلك، فإن تخصيص المنتجات مقارنة بالإنتاج الضخم ينطوي على تكاليف أعلى، ما قد ينفّر العملاء الحريصين على السعر، إذ إنهم لا يشعرون بحاجة قوية لمنتجات مخصصة، وبالتالي يفضلون المنتجات القياسية الأرخص.

## النهج المرتبطةRelated Approaches
1. Make to Stock (MTS) – الإنتاج من أجل التخزين: يُنتج بناءً على توقعات الطلب، حيث يتم تصنيع المنتجات وتخزينها قبل وجود طلب مؤكد من العميل. يُستخدم هذا النموذج عندما يكون من الضروري تلبية الطلب بسرعة.[8]
2. Assemble to Order (ATO) – التجميع حسب الطلب: يتم تصنيع المكونات مُسبقًا وتخزينها، ثم تُجمّع لاحقًا عند استلام طلب العميل. يُعد هذا النموذج توازنًا بين BTO وMTS، ويُستخدم عندما يُراد تقليل وقت التسليم مع الحفاظ على درجة من التخصيص.
3. Engineer to Order (ETO) – الهندسة حسب الطلب: يُطوَّر المنتج بالكامل بناءً على مواصفات العميل، بما في ذلك التصميم الهندسي. يُستخدم هذا النموذج في المشاريع المعقدة أو الصناعات المتخصصة (مثل بناء السفن أو المعدات الصناعية الثقيلة).[9]
4. Configure to Order (CTO) – التكوين حسب الطلب: يسمح للعملاء باختيار مكونات المنتج أو خصائصه من قائمة خيارات محددة مُسبقًا. يشبه BTO لكنه يعتمد على تكوينات جاهزة مسبقًا لتسريع الإنتاج.
5. Hybrid Approaches – النُهج الهجينة: يُدمج أكثر من نموذج (مثل BTO وMTS) لتلبية احتياجات متنوعة في السوق وتحقيق كفاءة تشغيلية أعلى، كما هو الحال في "BTO الهجين".

هذه النُهج تُستخدم بناءً على طبيعة المنتج، ومستوى التخصيص المطلوب، وتكاليف المخزون، ومتطلبات العميل من حيث الوقت والسعر.